# خاطرات انهدام

انهدام نهایی از مجموعه خاطرات انهدام، آیدین آغداشلو، ۲۰۱۴.

خاطرات انهدام نام مجموعه‌ای هنری از آثار آیدین آغداشلو، نقاش و منتقد هنری ایرانی، است که از جمله مهم‌ترین مجموعه آثار هنری در تاریخ معاصر ایران به شمار می‌آید.

## تاریخچه
آغداشلو نخستین آثار مجموعه خاطرات انهدام را در سن جوانی و حوالی ۳۰ سالگی پدید آورد. آغاز کار او هنگامی بود که دغدغه نابود شدن نقاشی‌های سده پانزدهم و هنر دوران رنسانس اروپا، از جمله کارهای ساندرو بوتیچلی، را داشت.
آغداشلو در این مجموعه از آثارش به مسئله مرگ، فنا، و نابودی توجه کرده‌است. به گفته او، اندیشه انهدام و نابودی همواره و از جوانی با او همراه بوده‌است و او در نخستین نمایشگاه آثار خود نیز به این مسئله پرداخته است. این آثار همچنین تأثیر زیادی از هنر دوره رنسانس ایتالیا گرفته‌اند.

## سنجش
بهرام بیضایی می‌گوید:
«هر یک از ما مرگ را به گونه‌ای کشف می‌کنیم. گیلگمش مرگ را با دیدنِ مرگِ هَمسانِ آینه وارش انکیدو شناخت، و آیدینِ ده یازده ساله با دیدنِ مرگِ پدر. هراسِ اسطوره‌ایِ گیلگمش را در چهرهٔ آیدینِ ده یازده ساله می‌بینم؛ همچنان که می‌توانستم آن را در چهرهٔ پدرَم – وقتی که در پنج سالگی پدرَش را از دست داده بود – تصوّر کُنَم! آیدین خود را ساخت اما هولِ انهدام با او ماند و بعدها دانسته و ندانسته در نقاشی‌هایش ثبت شد.
بخشِ مهمِّ نقاشی‌های آیدین عنوانی دارند: خاطراتِ انهدام! عنوانی که بر اثر سنگینی می کُنَد و آن را می گردانَد به سوی آنچه امروزه – دُرُست یا غلط – معناگرا می‌خوانند. این عنوان با همهٔ صلابتَش، مُشکلاتی با خود می آوَرَد: یکُم این که نمی‌گذارد اثر را جز در سایهٔ این عنوان بنگریم. دوُم این که گویی نقّاش ما را راهنمایی می کُنَد چه معنایی را در اثرش جستُجو کُنیم. سوُم این که اثر را تبدیل می کُنَد به اندیشه نگاری؛ یعنی هُنَری که بُنیادِ خود را از درکی ادبی / فلسفی می‌گیرد؛ و چهارُم – از همه مهمّ‌تر – این که سنگینیِ اندیشه ما را باز می‌دارد از این که به مهارت و ظرافت و دقّت و هُنَرِ به کار رفته در اثر خیره شویم و به پاس این همه، اثر را دوست بداریم. آنچه از پسِ این عنوان برمی آید، به راستی، چیرگی و تَردستیِ نقّاش است؛ و اگر خوب بنگریم، تعارضِ تلخ و دلنشینی در این عنوان و اثر هست که عمیقاً انسانی است. ساده اش این که نقّاش به انهدام و زوال واقف است، و با این‌همه از خلاقیّت ناگزیر؛ و در واقع خلاقیّتِ او توضیحِ همین انهدام و زوال است. بله – همین؛ چرخه‌ای بسته! خاطراتِ تلخِ انهدام او را به خلاقیّت برمی انگیزد؛ خلاقیّتی که خود در توضیحِ انهدام و زوال است. یک چرخهٔ کاملِ یانگ و یینِ تائویی؛ دو عنصرِ ویرانگر و سازنده، که گردشِ ابدیِ آن‌ها خودِ زندگی است و از آن گریز نیست! و این مرا به جایی می بَرَد که بارها شاعرِ توس بُرده است؛ وقتی سَرْانجام و به فرمانِ روزگار – و حُکمِ تاریخِ افسانه ایِ پیش نوشته‌اش – باید مرگِ پهلوانانی چنان چیره و ستبراندام و دراز زندگانی و کارآمد را – که خود با واژه‌ها آراسته – می سروده؛ همان‌گاه که با دریغ و افسوس، ناخرسندیِ خویش را از ویرانگریِ زمان – و تاریخ [گرچه در پسِ واژهٔ جهان، یا سپهر] – باز می گفته. پیش از نقّاشان – و در غیابِ نقّاشی – فردوسی مرگ را با واژه‌هایش تصویر کرده‌است:
یکی کِشتمندی است داسی به دست!
تصویری که بی گمان از فرهنگِ کشاورزیِ باستان به خداینامه‌ها آمده: مرگ چونان دروگری، و به دستَش داسی! در آزمونِ موبدان از زال مهّم‌ترین چیستان همین است: آن مَردِ داس به دست کیست که چون دروگری تَروخشک را می دروَد و لابه و افغانِ آن‌ها را که زیر پا فرو می‌شکند نمی‌شنود؟ – فردوسی نیز با همهٔ آگاهی به انهدام، از خلاقیّت ناچار است. خاطراتِ انهدام او را نیز به خلاقیّت برمی انگیزد؛ خلاقیّتی که خود در توضیحِ انهدام و زوال است! و همین اندیشهٔ زمان ستیز و مرگ آگاه است که بخش‌های جدا جدای شاهنامه را به هم می‌پیوندد.»
به گفته داریوش شایگان، هدف آغداشلو در این مجمعه «به تصویر کشیدن نابودی تدریجی گرانبهاترین چیزها و عالی‌ترین رؤیاهاست.» او بر این باور است که آغداشلو نگاه خیامی خود به زندگی را در این آثار نهفته است و تلاش می‌کند «تا با نمایش کوزه‌های شکسته، ظروف ترک برداشته و لب پَر، و مینیاتورهای مچاله شده، فروپاشی و توهم تکرار را به قالب تصویر درآورد».